# UFC 26
UFC 26: Ultimate Field of Dreams（ユーエフシー・トゥエンティシックス：アルティメット・フィールド・オブ・ドリームズ）は、アメリカ合衆国の総合格闘技団体「UFC」の大会の一つ。2000年6月9日、アイオワ州シーダーラピッズのファイブシーズンズ・イベントセンターで開催された。

## 大会概要
メインイベントのUFC世界ヘビー級タイトルマッチでは、王者ケビン・ランデルマンが挑戦者ペドロ・ヒーゾに勝利し、王座の初防衛に成功した。
UFC世界ライト級（後のウェルター級）タイトルマッチでは、王者パット・ミレティッチが挑戦者ジョン・アレッシオに勝利し、3度目の王座防衛に成功した。

## ルール改正
本大会よりバンタム級（155ポンド、70.3kg、後のライト級）が設置された。

## 試合結果

### プレリミナリィカード
第1試合 ライト級 5分2R
○  ショーニー・カーター vs.  エイドリアン・セラーノ ×
2R終了 判定3-0
第2試合 ヘビー級 5分2R
○  イアン・フリーマン vs.  ネイト・シュローダー ×
2R 2:13 ギブアップ（パウンド）

### メインカード
第3試合 バンタム級 5分3R
○  ジェンス・パルヴァー vs.  ジョン・ホーキ ×
3R終了 判定3-0
第4試合 ライト級 5分3R
○  マット・ヒューズ vs.  マセロ・アグア ×
1R 4:34 TKO（ドクターストップ：カット）
第5試合 ミドル級 5分3R
○  アマウリ・ビテッチ vs.  アレックス・アンドラーデ ×
2R 0:43 失格（シューズを履いたままの蹴り）
第6試合 UFC世界ライト級タイトルマッチ 5分5R
○  パット・ミレティッチ vs.  ジョン・アレッシオ ×
2R 1:43 腕ひしぎ十字固め
※ミレティッチが3度目の王座防衛に成功
第7試合 ミドル級 5分3R
○  タイロン・ロバーツ vs.  デビッド・ドッド ×
3R終了 判定3-0
第8試合 UFC世界ヘビー級タイトルマッチ 5分5R
○  ケビン・ランデルマン vs.  ペドロ・ヒーゾ ×
5R終了 判定3-0
※ランデルマンが王座の初防衛に成功